# Paseo Bridge
Die Paseo Bridge war eine Straßenbrücke mit vier Fahrstreifen über den Missouri River zwischen North Kansas City und Kansas City, Missouri. Sie führte die Interstate 29 und 35 sowie den U.S. Highway 71. Die Hängebrücke wurde bis 1954 errichtet und war mit einem täglichen Verkehrsaufkommen von zuletzt über 90.000 Fahrzeugen eine der am höchsten frequentierten Straßenbrücken in der Metropolregion Kansas City. Die Brücke kam zu Beginn des 21. Jahrhunderts an ihrer Belastungsgrenze, woraufhin sich das Missouri Department of Transportation als Betreiber für den Neubau einer Schrägseilbrücke für sieben Fahrstreifen entschied. Nach Fertigstellung der Christopher S. Bond Bridge wurde der Verkehr im November 2010 auf die neue Brücke verlagert und die Paseo Bridge abgerissen.

## Geschichte
Mit der Entwicklung der Gegend nördlich von Kansas City Ende des 19. Jahrhunderts entstand auch der Bedarf an einer Straßenbrücke über den Missouri River, der im Norden die Stadtgrenze bildete. Das Gebiet des späteren North Kansas City (Stadtstatus seit 1912) wurde zwar schon 1869 durch die erste jemals gebaute Eisenbahnbrücke über den Missouri (Hannibal Bridge) angeschlossen, aber erst mit der Eröffnung der ASB Bridge 1911 gab es eine Straßenverbindung. Die ASB Bridge wurde damals als Doppelstockbrücke für den Eisenbahn- und Straßenverkehr errichtet und führte auf ihrer oberen Ebene bis 1987 die Missouri Route 9. Eine weitere Doppelstockbrücke in ähnlicher Konfiguration entstand zudem 1917 mit dem Nachfolgerbauwerk der ersten Hannibal Bridge. Diese führte bis 1956 auf ihrer oberen Ebene den heutigen U.S. Highway 169, beide Brücken werden weiterhin für den Schienengüterverkehr von der BNSF Railway betrieben.

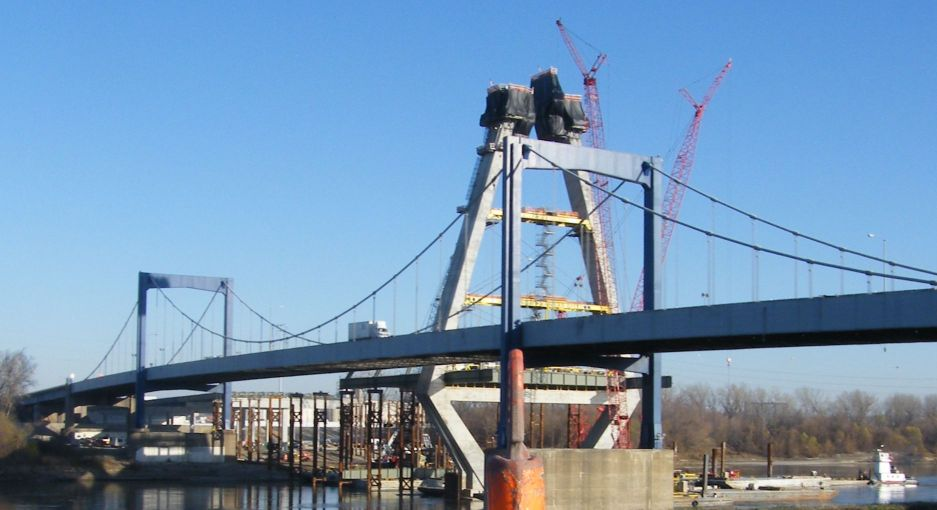
Errichtung des A-Pylon der neuen Schrägseilbrücke 2009; der Rückbau der Paseo Bridge begann im November 2010

In den 1950er Jahren entstanden weitere Straßenbrücken über den Missouri in Kansas City, darunter ab 1952 auch die Paseo Bridge. Die von Jacob Karol entworfene Hängebrücke wurde von Howard, Needles, Tammen and Bergendoff (HNTB) flussabwärts von der Hannibal Bridge errichtet. Sie führte seit ihrer Fertigstellung im August 1954 die U.S. Highways 69 und 71 und war bis 1972 mautpflichtig. Mit dem Ausbau der Interstate Highways verliefen auch die Interstate 29 und 35 über die Brücke und die damit verbundene Zunahme des täglichen Verkehrsaufkommens von anfänglich 6.800 Fahrzeugen auf über 90.000 zu Beginn des 21. Jahrhunderts machte die Paseo Bridge zunehmend zu einem Engpass. Zwischenzeitliche Schließungen der Brücke wegen nötiger Reparaturarbeiten in den Jahren 2003 und 2005 verdeutlichten das Problem nochmals und Prognosen sahen eine weitere Steigerung des Verkehrsaufkommens auf 110.000 Fahrzeuge täglich bis zum Jahr 2030 voraus; ein Ausbau der alten Brücke war nur eingeschränkt möglich.
Das Missouri Department of Transportation entschied sich schließlich für die Errichtung einer neuen Straßenbrücke mit sieben Fahrstreifen flussabwärts in unmittelbarer Nachbarschaft zur alten Brücke, einschließlich des Ausbaus der angrenzenden Zufahrten und Autobahnkreuze, mit welcher zukünftig eine Verkehrslast von bis zu 130.000 Fahrzeugen bewältigt werden kann. Die Bauarbeiten am Pylon der zukünftigen Schrägseilbrücke begannen im Sommer 2008 und mit der Fertigstellung der Christopher S. Bond Bridge wurde der Verkehr im November 2010 auf die neue Brücke verlagert. Die alte Paseo Bridge wurde daraufhin geschlossen und im folgenden Jahr vollständig zurückgebaut.

## Beschreibung

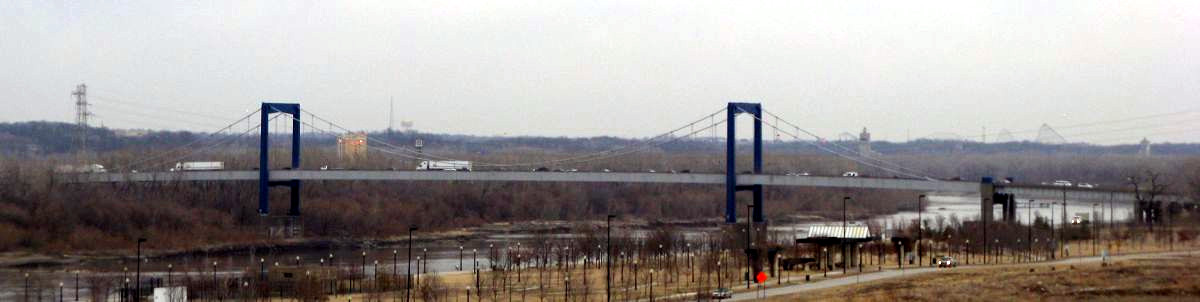
Die Paseo Bridge über den Missouri River 2008. Besonderes Merkmal der Hängebrücke aus den 1950er Jahren war die Verankerung der Tragkabel am Fahrbahnträger (auch Zügelgurtbrücke genannt); Blick nach Nordost, rechts KCMO.

Die rund 557 m lange Stahlbrücke gliederte sich in eine 375,5 m lange Hängebrücke, an die sich die Zufahrten aus Balkenbrücken von 80,8 m auf der Südseite und 100,6 m auf der Nordseite anschlossen. Der Fahrbahnträger der Hängebrücke wurde durch zwei H-Pylone in Spannweiten von etwa 94 m, 188 m, und 94 m unterteilt. Die 42 m hohen Pylone waren auf über 30 m hohen Stahlbetonfundamenten errichtet, mit einer Grundfläche von 30 m × 6 m. Die über die Pylone verlaufenden Tragkabel bestanden aus je 37 Stahllitzen von etwa 4 cm Durchmesser und waren im Gegensatz zu herkömmlichen Hängebrücken nicht in Ankerblöcken befestigt, sondern an den Enden des Fahrbahnträgers. Eine solche selbstverankernde Bauform zählt zu den Zügelgurtbrücken, wobei der Fahrbahnträger für höhere Druckkräfte ausgelegt werden musste und die Errichtung des Trägers vor dem Anbringen der Tragkabel erfolgte; auch beim späteren Rückbau musste daher der Fahrbahnträger vor dem Lösen der Tragkabel-Verankerungen abgestützt werden.